# ブラジル領南極
ブラジル領南極（ブラジルりょうなんきょく、ポルトガル語: Antártida BrasileiraもしくはAntártica Brasileira）とは、1986年にブラジルが興味ある区域（「利益圏」）として提案した地域。南極大陸の西経28度から西経53度の間、南緯60度以南の範囲(341,000km²)で南極点を中心とした扇形をなしている。その実態について正確に定義されたことはないが、この地域と地理的に重複するアルゼンチンやイギリスの領有権主張に対して公式に反論してはいない。1975年5月16日に南極条約を締結した際、「正面理論」という理屈に言及し、南極大陸における領有権を表明した。
この正面理論(Teoria da Defrontação)とは、ブラジルの地政学者テレジーニャ・デ・カストロによって提案され、彼女の著書Antártica: Teoria da Defrontaçãoにまとめられている。これは南米各国の海岸線を同経度の南極大陸の海岸線に投影することを基準として、西経24度から西経90度までの南極大陸を南米各国で分割し、南米が声を合わせて南極に対する権益を主張するという理論であるが、すでに独自の領有権主張を行っているアルゼンチンとチリには受け入れられていない。
「興味ある区域」以外では、ブラジルは通年基地としてコマンダンテ・フェラス基地（UN/LOCODE：AQ-CFZ）を持っている。これは南極半島の先端近く、キングジョージ島アドミラルティ湾、南緯62度08分 西経58度40分 / 南緯62.133度 西経58.667度の地点に位置する。

## 歴史

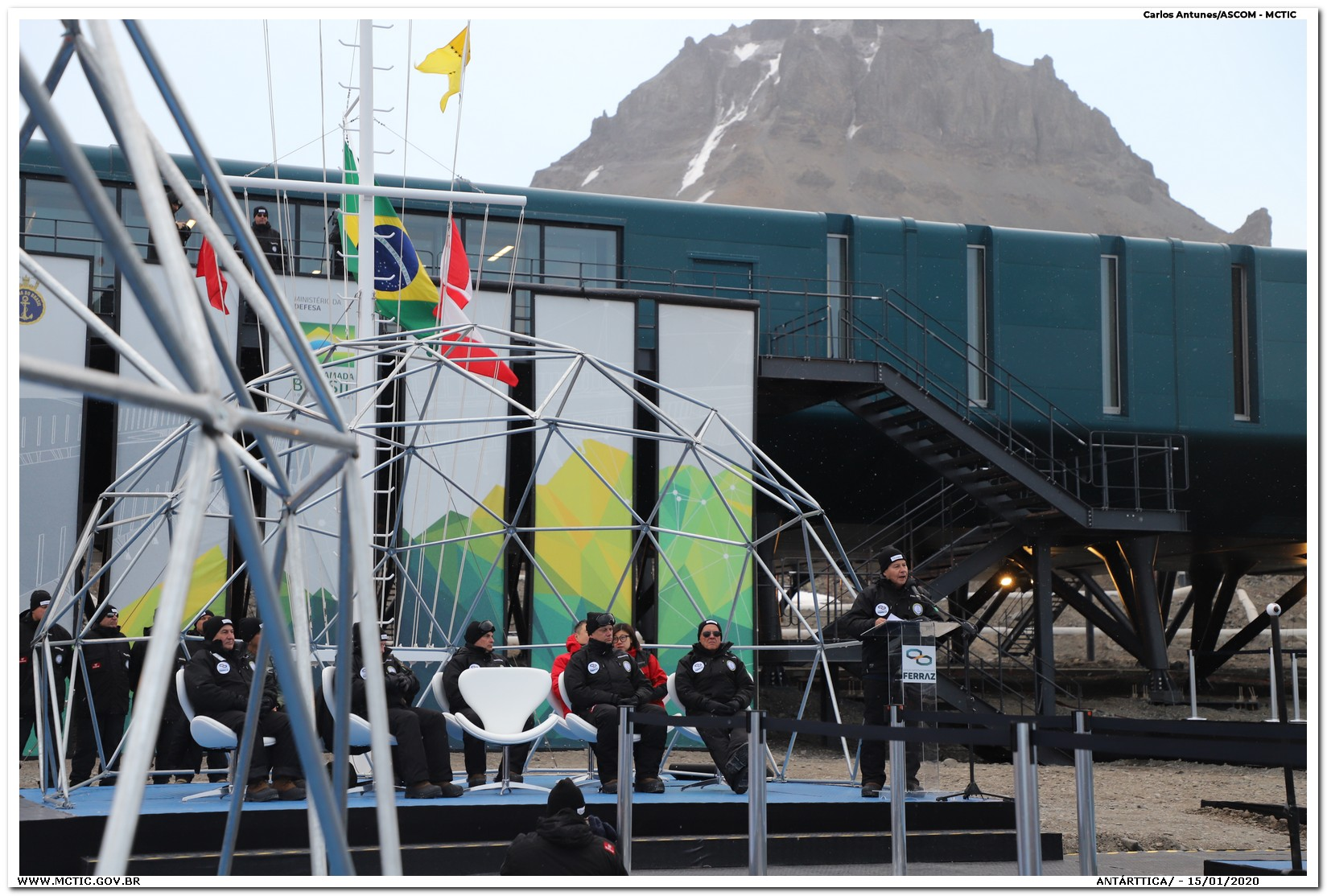
新しいコマンダンテ・フェラス基地施設の落成式、2020 年

1982年、ブラジル政府は初の南極探検隊を送り込み、1年後に同国初の基地を建設する（南極大陸での活動において死んだ海軍士官にちなみ、コマンダンテ・フェラスと名付けられた）。建設以来、通年基地として機能している。南極におけるブラジルの立場は新参者だが、特に1964年から1985年にかけての軍事政権下において、ブラジルの地政学者は南極に対する国家の政策に大きな影響力を持っていた。ただし、ブラジルではアルゼンチンやチリとは異なり、南極における領有権に対する国民の意識は薄かった。
1991年2月、フェルナンド・コロール・デ・メロ大統領はブラジルの南極基地を3日間訪れ、ブラジルはこの領域に関心があると再び主張した。メロは南極大陸に足を踏み入れた初のブラジル大統領となった。
2008年1月、ブラジル議会のブラジル領南極委員会の議員13人が同国南極基地を訪れた。2009年1月には別の議員が訪れている。
2008年2月16日、ルイス・イナシオ・ルーラ・ダ・シルヴァ大統領と、夫人のマリサ・レティシア・ルーラ・ダ・シルヴァを含む23人の代表団がブラジルの南極基地を訪れた。ブラジル政府はこの大統領の訪問を、同国の科学者や軍人の仕事を支持する「政治的な意思表明」と位置づけた。
2009年、ブラジルは南極氷床に初の国家的な科学的探検を実施した。探検はパトリオットヒルズ、そしてエルズワース湖（氷底湖）の領域に沿って、大気圏、雪氷学、地質学、そして地球物理学の見地から総合的に行われた。2回目の調査は2011年11月上旬に予定されており、その際には調査員が南極点から約500キロ、コマンダンテ・フェラス基地 (EACF) から約2,500キロ離れた場所に監視局（さらに上級の基地）を設置する予定である。

## 監督者

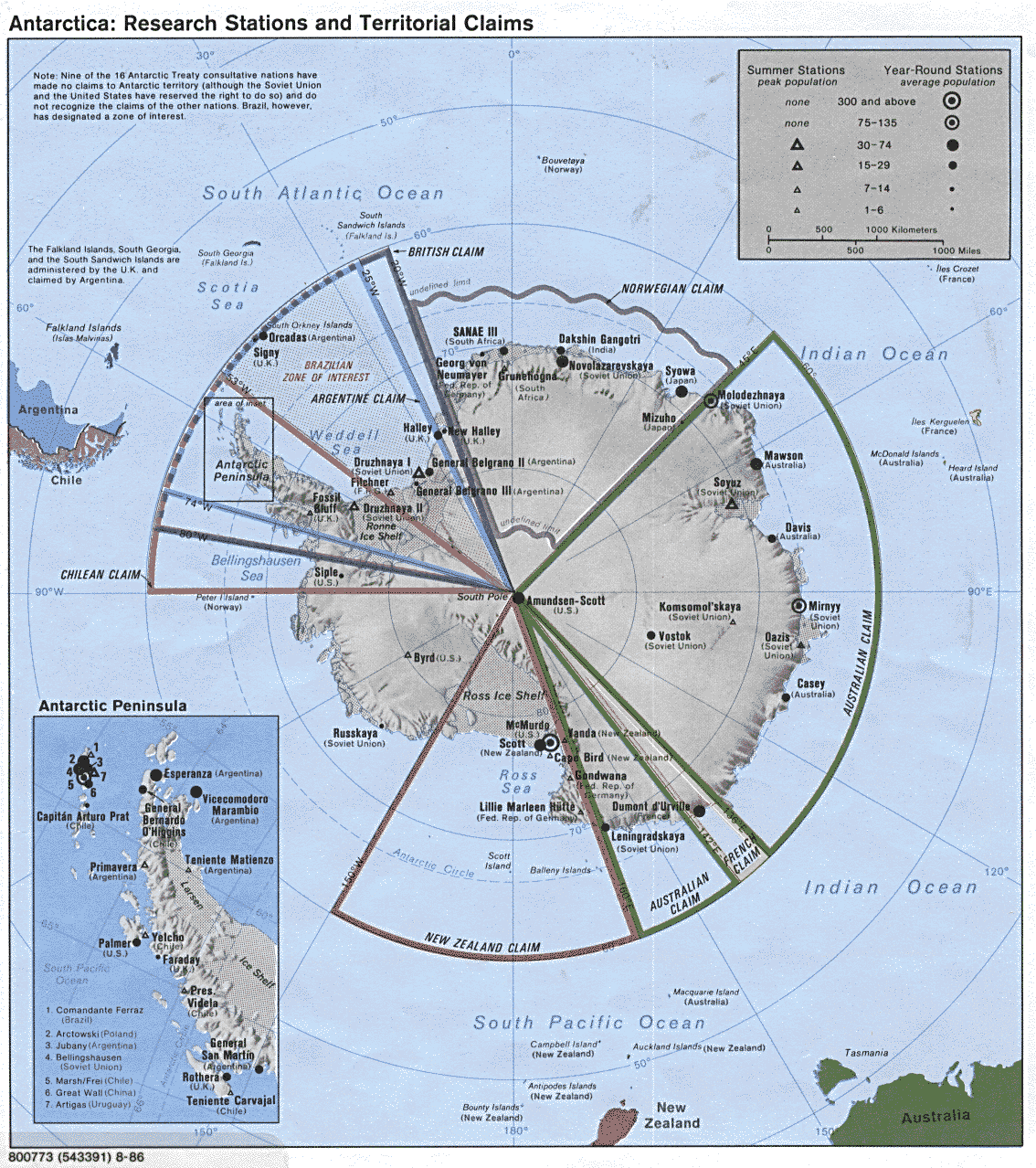
ブラジル領南極の位置を示す地図

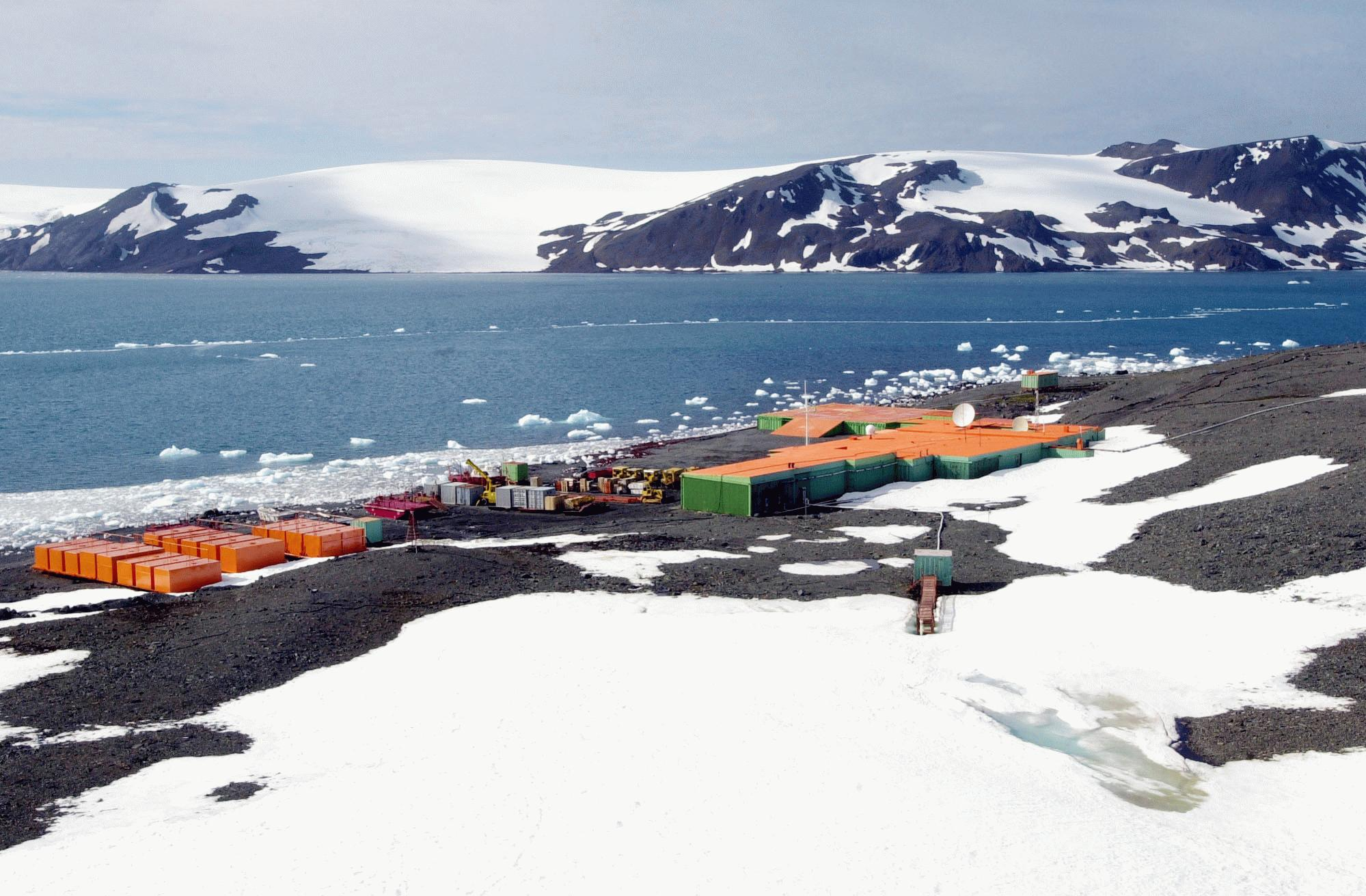
コマンダンテ・フェラス基地 (EACF)

ブラジルの南極政策と利害関係の監督はいくつかの政府組織で共同で行われている。南極研究計画にはいくつかの連邦政府の大学や機関が参加している。アルゼンチンやチリのように、軍（特にブラジル空軍とブラジル海軍）はブラジルの南極計画に大きな役割を果たしている。

### 海底資源のための省庁委員会 (CIRM)
（ポルトガル語: Comissão Interministerial para os Recursos do Mar）ブラジルの南極政策（Programa Antártico Brasileiro (PROANTAR)）を入念に作成し、推進する責任を負い、そしてコマンダンテ・フェラス基地を通年にわたり維持させる国家機関である。委員会はブラジル海軍の直轄下にある。

### ブラジル国家南極研究委員会 (CONAPA)
（ポルトガル語: Comitê Nacional de Pesquisas Antárticas）南極研究科学委員会(SCAR)のブラジル代表メンバーである。この委員会はブラジルの南極政策と、SCARによって調整された国際的な南極調査の結びつけを進めること、また他国により実施された南極調査の活動と成果を追うことに対して責任を負う。また、CONAPAは他のブラジル国家機関に対するブラジル南極政策、科学的南極政策についての諮問機関でもある。委員会はブラジル科学技術省の下に置かれている。

### 南極問題に対する国家的任務 (CONANTAR)
（ポルトガル語: Comissão Nacional para Assuntos Antárticos）ブラジルの南極政策を策定し、実施することを任されている大統領諮問機関(Política Nacional para Assuntos Antárticos - POLANTAR)。委員会は外務大臣と大統領府の直轄である。

### ブラジル南極政策支援議会戦線
（ポルトガル語: Frente Parlamentar de Apoio ao Programa Antártico Brasileiro）ブラジル国民会議に常設された委員会であり、ブラジルの南極政策や利害を、財政状況や進行中の活動も含めて監督する責任を負っている。委員会は54人の上院議員と121人の代議士（下院議員）の合計175人で構成され、議長は大統領が務める。

## 参考文献

ブラジルの領域（ブラジル領南極を含む）

### ウェブサイト
1. ↑  “Canadian Polar Commission.” (PDF) (英語).   カナダ極地委員会. 2022年2月11日時点のオリジナルよりアーカイブ。2010年10月23日閲覧。
2. ↑  “It's not just science that's an experiment in Antarctica” (英語).  エクスプロラトリアム. 2025年3月8日閲覧。
3. ↑  “Antarctic Territorial Claims” (英語).   World Statesmen.org. 2025年3月8日閲覧。
4. ↑  “La Antátida (p. 6)Asociación de Funcionarios y Empleados del Servicio Exterior Ecuatoriano.” (PDF) (スペイン語). 2016年4月10日時点のオリジナルよりアーカイブ。2010年10月23日閲覧。
5. ↑  “O Projeto Brasileiro para a Antartica (p. 119) Revista Brasileira de Política Internacional.” (PDF) (スペイン語). 2011年7月21日時点のオリジナルよりアーカイブ。2010年10月23日閲覧。
6. ↑  
http://www.geografia.fflch.usp.br/graduacao/apoio/Apoio/Apoio_Conti/Antartida.PDF Teoria de Defrontação
7. ↑  “Brazil Warms to Job of Exploring the Frozen Continent Antarctica: President Collor pays a visit, pointing up the country's interest in the bottom of the world” (英語).  ロサンゼルス・タイムズ. 2009年7月15日閲覧。
8. ↑  “Parlamentares que visitaram a Antártida já estão no Brasil. Chamber of Deputies of Brazil]” (ポルトガル語). 2009年7月15日閲覧。
9. ↑  “Deputados visitam Antártida para conhecer pesquisas na região” (ポルトガル語).   Chamber of Deputies of Brazil. 2009年7月15日閲覧。
10. ↑  “Lula da Silva visits Brazilian base in Antarctica”.   MercoPress. 2009年7月15日閲覧。
11. ↑  “Lula Visits a Piece of Brazil in Antarctica and Gets Emotional”.   Brazzil Magazine. 2008年9月6日時点のオリジナルよりアーカイブ。2009年7月15日閲覧。
12. ↑  “Brazil: 2009/2010 Annual Information (Brazilian National Multidisciplinary Expedition to the Antarctic Ice Sheet: investigating the cryospheric response to global changes) 南極条約”. 2010年10月23日閲覧。
13. ↑  “Brasil instalará puesto avanzado en interior de la Antártida” (スペイン語).   Fundación Nuestro Mar. 2010年10月23日閲覧。
14. ↑  “Pesquisadores brasileiros preparam 2ª expedição à Antártica” (ポルトガル語).   Governo Brasileiro. 2010年10月23日閲覧。
15. ↑  “Comissão Interministerial para os Recursos do Mar (CIRM)”. 2010年12月22日閲覧。
16. ↑  “SCAR National Committees”. 2010年12月22日閲覧。
17. ↑  “Scott Polar Research Institute: Directory of Brazilian Antarctic Organisations”. 2010年12月22日閲覧。
18. ↑  “Brazilian Antarctica Parliamentary Committee”. 2010年12月22日閲覧。

### 文献
- Castro, Therezinha. "Antárctica: Assunto do Momento". Revista de Clube Militar (Brazil), 1958.
- Castro, Therezinha. Atlas-Texto de Geopolítica do Brasil. Rio de Janeiro: Capemi Editora, 1982.
- Child, Jack. Antarctica and South American Geopolitics: Frozen Lebensraum. New York: Praeger, 1988, Chaper 6.
- Coelho, Aristides Pinto. "Novas tendências". Boletim Antártico, no. 4, Jan 1985.
- Dodds, Klaus. Geopolitics in Antarctica : views from the Southern Oceanic Rim. Chichester ; New York : Published in association with Scott Polar Research Institute, University of Cambridge by J. Wiley, 1997.
- Moneta, Carlos J., ed. La Antártida en el Sistema Internacional del Futuro. Buenos Aires: Grupo Editor Lationoamericano, 1988.
- Schmied, Julie. La Política Antárctica de los Países Latinoamericanos. Madrid: Instituto de Cuestiones Internacionales, 1988.
- Flags of the World - Antarctica
- Map showing Brazilian Antarctica
- Antarctica, But Sliced Differently
- W.L. de Freitas, A Antártica no contexto do Sistema Interamericano e a paz nas Américas, Colégio Interamericano de Defesa, Washington, D.C.